# Neurocalyx gardneri
Neurocalyx gardneri är en måreväxtart som beskrevs av George Henry Kendrick Thwaites. Neurocalyx gardneri ingår i släktet Neurocalyx och familjen måreväxter. Inga underarter finns listade i Catalogue of Life.